# Mobiler Sonderpädagogischer Dienst
Als mobiler sonderpädagogischer Dienst wird in einigen deutschen Bundesländern ein Unterstützungsdienst für die integrative Beschulung von Schülern mit einem sonderpädagogischen Förderbedarf bezeichnet. Grundgedanke ist die fachliche Expertise der Sonderschullehrer auch Schülern mit Behinderung, die an Regelschulen unterrichtet werden, zugänglich zu machen. Einige Bundesländer haben, mit ähnlichen Bezeichnungen, ähnliche Dienste eingerichtet. Baden-Württemberg bezeichnet ihn als Sonderpädagogischen Dienst, Bayern als Mobilen sonderpädagogischen Dienst (MSD), Mecklenburg-Vorpommern als Diagnostischen Dienst, Niedersachsen als Mobilen Dienst, Sachsen-Anhalt als Mobilen Sonderpädagogischen Diagnostischen Dienst (MSDD). Mobile sonderpädagogische Dienste sind häufig an Förderschulen angegliedert.

## Aufgaben
Der mobile sonderpädagogische Dienst hat, je nach Bundesland, drei unterschiedliche Zielgruppen, die Schüler mit Behinderung, Eltern von Schülern mit Behinderung und Lehrkräfte, die mit der Beschulung von Schülern mit Behinderung betraut sind.
Der Anspruch auf sonderpädagogischer Förderung eines Schülers wird durch Förderstunden eines Sonderschullehrer an der Regelschule abgedeckt. Aus Gründen der Gleichberechtigung mit Schülern, welche eine Förderschule besuchen, ist dabei die Förderstundenzahl pro Schüler begrenzt. Diese darf nur so hoch sein, wie sie theoretisch pro Schüler an einer Förderschule aufgewendet würde. Da dies oft nur eine geringe Stundenzahl ist, werden oft mehrere Schüler gemeinsam gefördert, so dass pro Woche mehrere zusammenhängende Förderstunden möglich sind.
Der mobile sonderpädagogische Dienst berät Lehrkräfte an den Regelschulen im Bezug auf die Erstellung und Anpassung von Arbeitsmaterialien, aber auch im Bezug auf pädagogische und erzieherische Fragestellungen. Außerdem informiert er über den Nachteilsausgleich und ist in die Hilfsmittelversorgung einbezogen.
Die Beratung von Eltern erfolgt bedarfsorientiert, Themen können auch hier der Nachteilsausgleich oder die Hilfsmittelversorgung sein, aber auch die berufliche Zukunft der Schüler.
Je nach Bundesland erfolgt der mobile sonderpädagogische Dienst auf der beamtenrechtlichen Grundlage der Abordnung des Sonderschullehrers mit einem Teildeputat an die Regelschule.